# Trontal

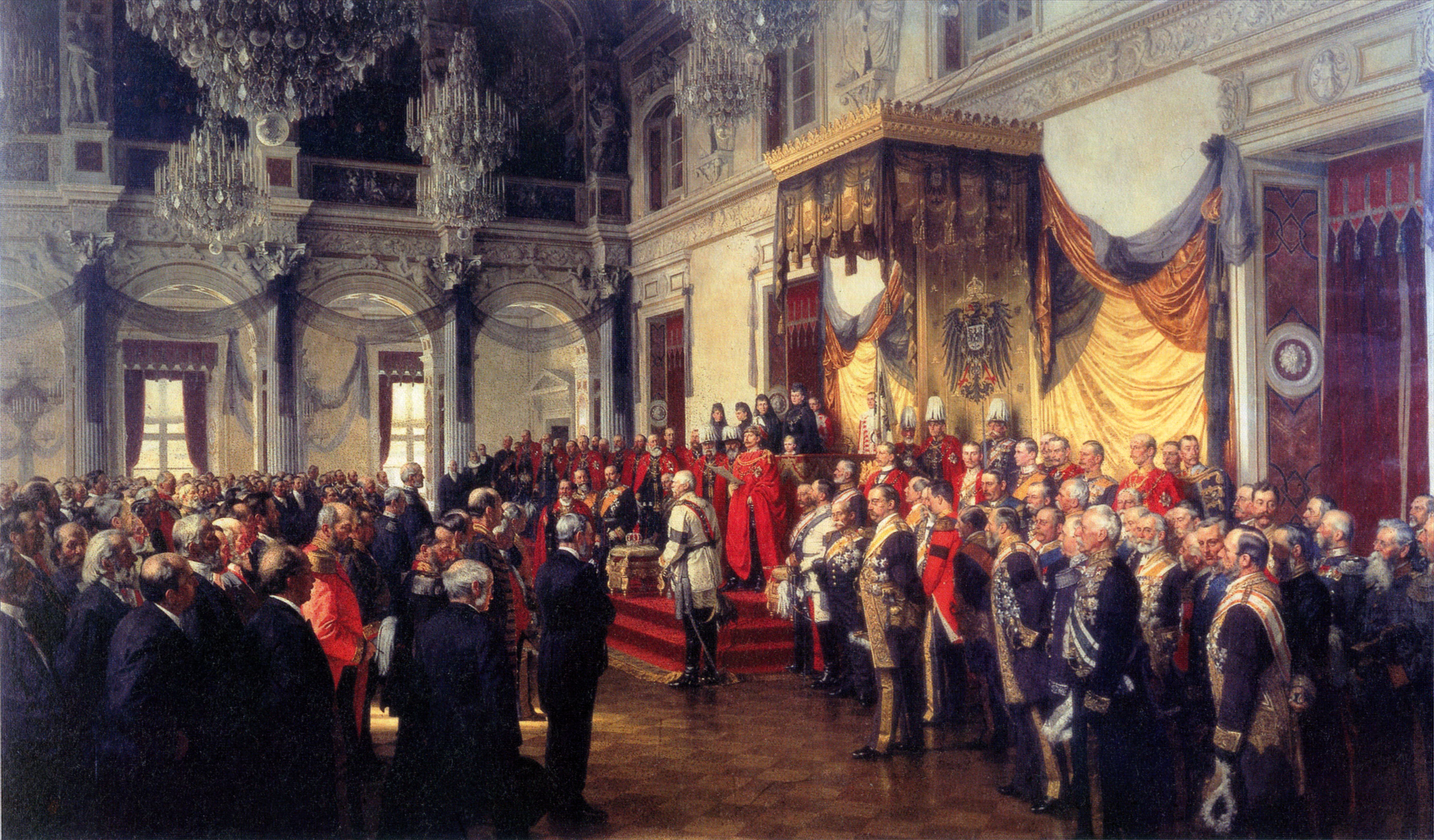
Tyske kejsar Wilhelm II öppnar den tyska riksdagen i Berlins stadsslotts vita sal, 1888. Målning av Anton von Werner.

Ett trontal är ett skrivet tal som uppläses av en monark (alternativt prinsregent eller vicekung) inför en lagstiftande församling, vanligen vid dess återkommande sessionsöppnande.

## Trontal i olika länder

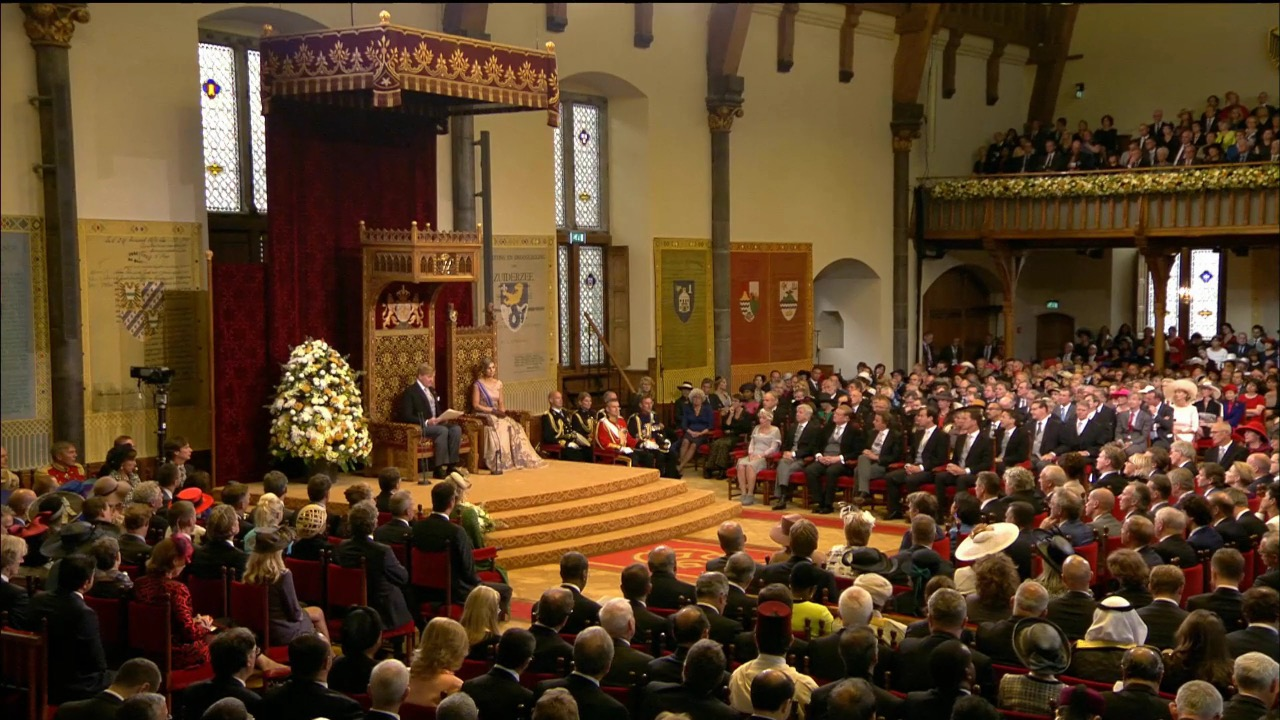
Kung Willem-Alexander läser trontalet i Binnenhofs riddarsal, 19 september 2015.

### Nederländerna
I Nederländerna håller monarken ett trontal skrivet av premiärministern inför Generalstaternas bägge kamrar på Prinsjesdag, som infaller den tredje söndagen i september varje år, i enlighet med artikel 65 i Nederländernas konstitution.

### Norge
I Norge håller monarken ett trontal i samband med Stortingets öppnande varje år i oktober. Även om monarken läser upp talet så är det författat av statsministern och behandlar regeringens arbetsprogram och politik under kommande arbetsår.
Förfarandet är stadgat i grundlagens § 74 och har varit bestående sedan 1814. Under unionen med Sverige, mellan 1814 och 1905, så hölls trontalet personligen av unionskungen enbart 23 gånger; oftast blev trontalet uppläst av riksståthållaren eller annan ledamot av Statsrådet.

### Storbritannien

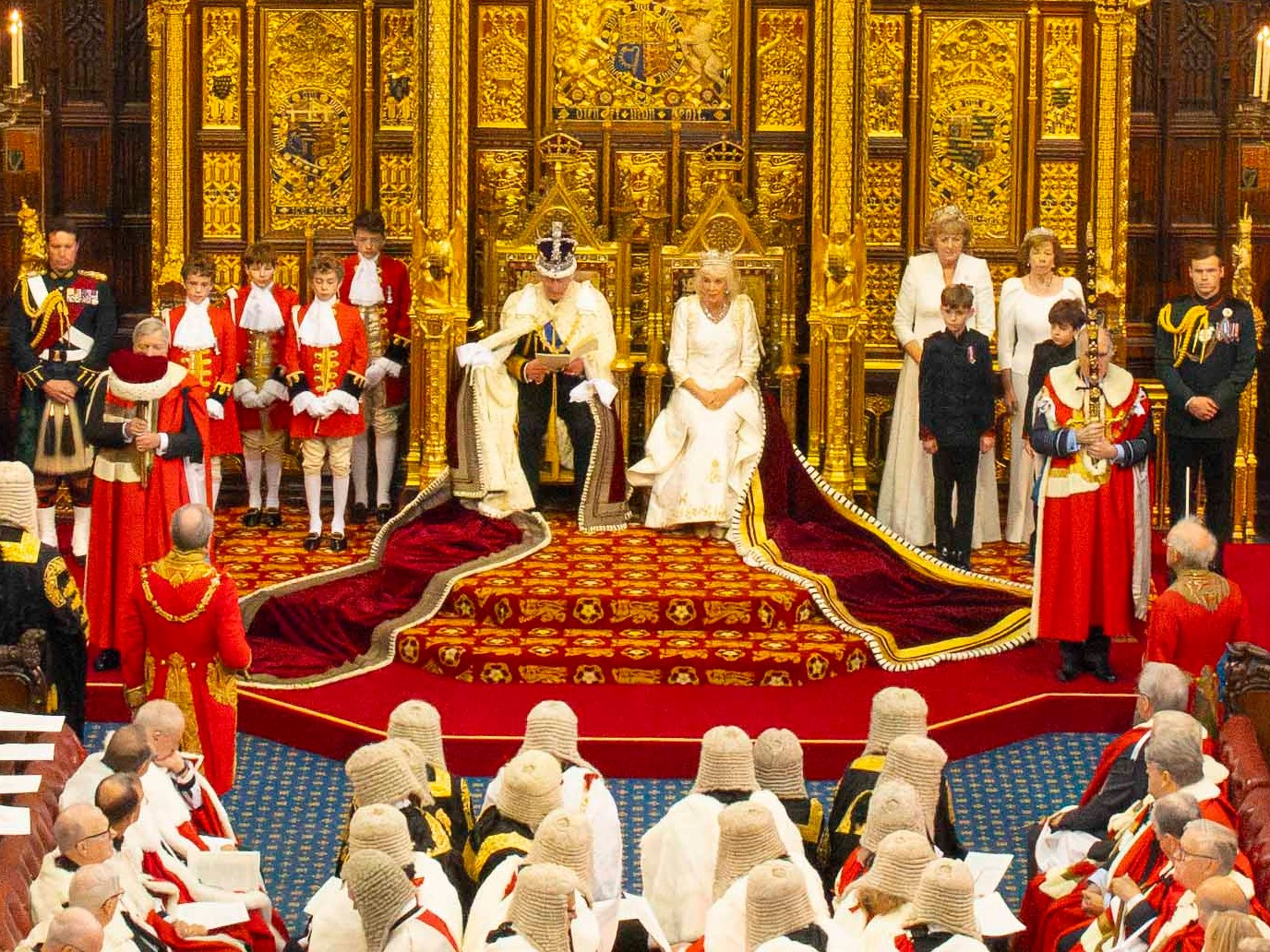
Kung Charles III läser trontalet i överhuset, 7 november 2023.

Sedan 1800-talet håller den brittiska monarken årligen, bärande Imperial State Crown, ett trontal (Speech from the throne) i överhusets plenisal vid parlamentets årliga öppnande. Trontalet är dock skrivet av den sittande premiärministern och framlägger inför parlamentet vad dennes regering tänker söka åstadkomma under det kommande året. Elizabeth II höll trontal i Westminsterpalatset 67 gånger under sin 70 år långa regeringstid (1952-2022).

#### Samväldesriken
Liknande tal hålls efter brittiskt mönster även i flera samväldesriken:
- I Australien där generalguvernören i egenskap av monarkens personliga representant läser upp trontalet inför parlamentet i Canberra, som efter brittiskt mönster även författats av premiärministern.[6]
- I Kanada där generalguvernören i egenskap av monarkens personliga representant läser upp trontalet inför parlamentet i Ottawa, som efter brittiskt mönster även författats av landets premiärminister.[7][8]
- I Nya Zeeland där generalguvernören i egenskap av monarkens personliga representant läser upp trontalet inför parlamentet i Wellington, som efter brittiskt mönster även författats av premiärministern.[9]

I Australien och Kanada, som båda är förbundsstater, hålls trontal även i de lagstiftande församlingarna för Australiens delstater (av respektive delstatsguvernör) och Kanadas provinser (av respektive viceguvernör).

### Sverige

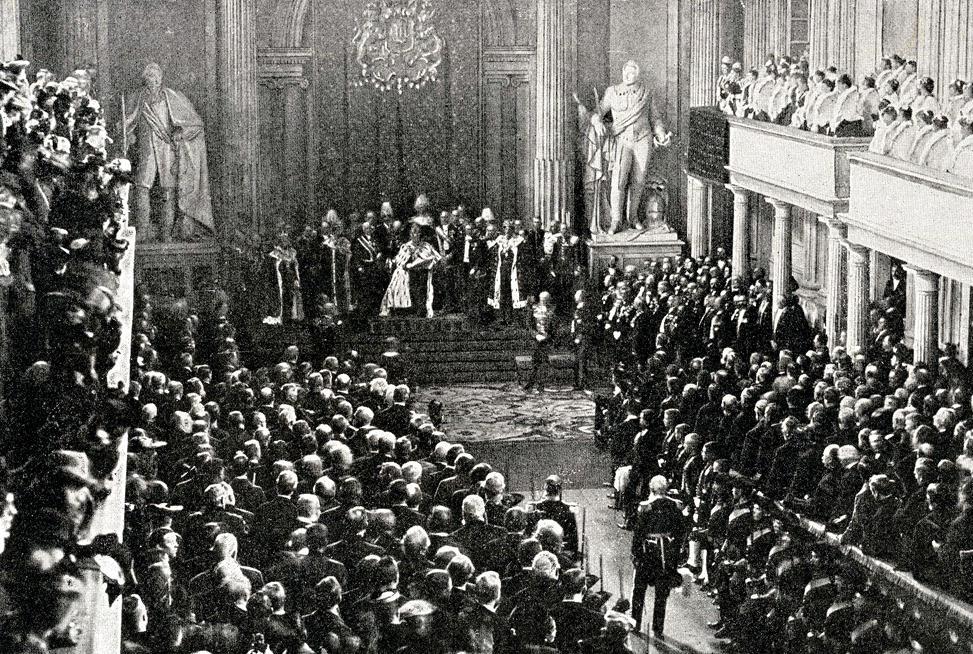
Konung Oscar II läser trontalet vid Riksdagens högtidliga öppnande i Rikssalen på Kungliga slottet 1898.

Trontal hölls i Sverige fram till 1974 och var det tal som kungen höll till den församlade Riksdagen under Riksdagens högtidliga öppnande, som varje år hölls i Rikssalen på Stockholms Slott. Trontal hålls traditionellt i Sverige också vid en ny monarks tillträde. Talen följer urgamla mönster, och har hållits av svenska kungar inför Riksdagen i många hundra år, belagt åtminstone sedan 1500-talet. Sverige har, med undantag för under Karl XI:s och Karl XII:s regeringstid, aldrig varit under enväldigt styre, och således har svenska monarker alltid varit i behov av riksdagens stöd.
Trontalet lästes av kungen, men var i praktiken efter demokratins genombrott den sittande statsministerns regeringsförklaring. Anledningen till att kungen och inte statsministern läste upp trontalet var att det fram till utgången av 1974, i enlighet med 1809 års regeringsform, var kungen som i formell mening ensam styrde riket. Statsrådet och dess ledamöter (statsråden) var utsedda av kungen till dennes konstitutionella rådgivare och alla regeringsbeslut utfärdades i Kunglig Majestäts namn.
Sedan 1975 håller den svenska monarken på hemställan av Riksdagens talman ett tal i kammaren en gång per år vid Riksmötets öppnande. Därefter håller statsministern sin regeringsförklaring.
Ett trontal av monarken kan möjligen hållas vid framtida svenska monarkers trontillträde, alternativt en ämbetsförklaring i riksdagens kammare då Riksdagsordningen lämnar det öppet i 6:e kapitlet 17 §. Enligt tradition håller då den nya kungen eller drottningen ett minnestal över den avlidna monarken samt en presentation av sitt namn och valspråk.